# Juvigny (Marne)
Juvigny is een gemeente in het Franse departement Marne (regio Grand Est) en telt 899 inwoners (2004). De plaats maakt deel uit van het arrondissement Châlons-en-Champagne.

## Geografie
De oppervlakte van Juvigny bedraagt 21,3 km², de bevolkingsdichtheid is 42,2 inwoners per km².
De onderstaande kaart toont de ligging van Juvigny (Marne) met de belangrijkste infrastructuur en aangrenzende gemeenten.

## Demografie
Onderstaande figuur toont het verloop van het inwonertal (bron: INSEE-tellingen).